# Para (Misjna)
Para (Hebreeuws: פרה, letterlijk koe) is het vierde traktaat (masechet) van de Orde Tohorot (Seder Tohorot) van de Misjna. Het traktaat telt twaalf hoofdstukken.
Para behandelt voorschriften inzake de as van de rode koe, die reinigt (zie ook Numeri hoofdstuk 19).
Het traktaat komt noch in de Jeruzalemse noch in de Babylonische Talmoed voor.